# Oxidase
Een oxidase is een enzym dat zuurstof bindt en kan vervoeren doordat het een redoxreactie in gang zet. Bij deze reacties wordt de zuurstof omgezet in water (H2O) of waterstofperoxide (H2O2). Oxidasen vormen een subgroep binnen de oxidoreductasen.

## Voorbeelden
Een zeer belangrijke oxidase is cytochroom c oxidase, het enzym dat zuurstof in energie omzet en daarmee de laatste schakel in de elektronentransportketen vormt. Andere belangrijke oxidasen zijn:
- glucose oxidase
- monoamine oxidase
- cytochroom P450 oxidase
- NADPH oxidase
- Xanthine oxidase
- L-gulonolactone oxidase
- laccase
- lysyl oxidase

## Oxidasetest
Een oxidasetest is in de microbiologie een test om te bepalen of een bacterie cytochroomoxidasen produceert.
Er is een eenvoudige, snelle en goedkope test om de strikt aerobe micro-organismen zoals Pseudomonas te onderscheiden van de facultatief anaerobe micro-organismen zoals de Enterobacteriën. Dit is de oxydasetest. Met deze test kan men zeer gemakkelijk een ademshalingenzym aantonen omdat deze in hoge concentraties voorkomt. De bepaling zelf is eenvoudig: men brengt wat koloniemateriaal op een papiertje waarin zich stoffen ( N,N-dimethyl-p-phenyleendiamine en ALFA-naphtol) bevinden die in aanwezigheid van het oxydase direct donkerpaars kleuren. Is deze test positief dan blijkt dat men niet met een enterobacterie te maken heeft. Deze test gebruikt men dus om te weten of er over een aerobe of anaerobe bacterie gesproken wordt.